# Žeravice (Han Pijesak)
Pour les articles homonymes, voir Žeravice.
Žeravice (en serbe cyrillique : Жеравице) est un village de Bosnie-Herzégovine. Il est situé dans la municipalité de Han Pijesak et dans la république serbe de Bosnie. Selon les premiers résultats du recensement bosnien de 2013, il ne compte plus aucun habitant.
Avant la guerre de Bosnie-Herzégovine, le village fait entièrement partie de la municipalité de Han Pijesak ; après la guerre, son territoire a été partiellement intégré dans la municipalité d'Olovo, rattachée à la fédération de Bosnie-et-Herzégovine.

## Démographie

### Répartition de la population par nationalités (1991)
En 1991, le village comptait 216 habitants, répartis de la manière suivante :